# Luís da Silva de Meneses
Luís da Silva de Meneses, capitão de Tânger.
Pouco depois de ocupar o governo da vila de Tânger, por mandato do rei, em sucessão de D. Fernando de Menezes, capitão de Tânger, D. Luís morreu num desastre.
Tinha determinado «penetrar com a maior parte de gente na Berbéria e chegando a Portalfieixe, quatro léguas distantes da cidade e menos de duas do Farrobo e outras aldeias, lhe trouxeram um mouro que apanharam, tendo fugido os outros. Declarou que os alcaides estavam no acampamento vizinho com grande poder, e era para eles que ia, assim como seu companheiro, levar viveres, dos que tomaram alguns. Pareceu ao General e a outros que era industria do mouro para evitar o dano que temia para os seus. (...) mandou ao Adail correr o campo em larga distancia, e ele ficou esperando com o resto da gente, com pouca precaução e cuidado.» Mas os alcaides, aprendendo por vigias e por o mouro que escapou, «o designio dos nossos (...) encontrando o general sem vigias e a gente descuidada, comendo com tanta tranquilidade como se não estivessem nas terras do inimigo, atacaram-no e venceram quasi sem resistência. Ficou morto o general no campo, com quase todos os que tinha consigo. Atacaram depois os mouros ao Adail, que pelejando com valor, salvou-se com alguns dos melhores cavaleiros. A maior parte dos outros morrerem ou foram presos».
Segundo D. Fernando de Meneses, autor da Historia de Tanger, que comprehende as noticias desde a sua primeira conquista até á sua ultima ruina, Luís da Silva de Meneses sucedeu a D.Fernando de Menezes, capitão de Tânger que, eleito pelo povo, depois da morte do capitão Luís de Loureiro, governou seis meses. Mas diz que a morte de Luís de Loureiro ocorreu em 13 de Março de 1553, e a morte de D. Luís, em 29 de Abril desse mesmo ano... o que torna impossivel o governo de seis meses de D. fernando.
É provavel então que fosse lapso do copista,  e que a data seja 29 de Abril de 1554. Por isso corrigimos.
D. Luís tinha casado com D. Maria Brandão, de quem têve D. Magdalena da Sylva, mãe do Cronista-mor D. Manuel de Meneses.